# Инна Пелева
Инна Иванова Пелева е литературен историк. Автор е на монографични изследвания върху Христо Ботев, Иван Вазов, Алеко Константинов и Йордан Радичков.

## Биография
Родена е на 26 декември 1964 г. в гр. Асеновград, Пловдивска област. Завършва Софийския университет „Климент Охридски“, специалност „Българска филология“ (1987). Специализира Култура и литература на Българското възраждане в СУ „Св. Климент Охридски“ (1988).
Кандидат на филологическите науки (доктор по литературознание) с дисертация на тема „Преобразуване на възрожденски идейно-поетически стереотипи в лириката на Христо Ботев“ (1999) и доктор на филологическите науки с дисертация на тема „Текстът Алеко Константинов в българската култура“ (2003).
Асистент (1989), доцент (2000) и професор (2005) в Пловдивския университет „Паисий Хилендарски“. Лектор по Българска литература от Освобождението до края на Първата световна война, Етнология на литературата, История и етнология на новата българска литература, Етнокултура и медии.

### Георги Марков – Снимки с познати
Учебници и учебни помагала
- 2001 – Литература за 11. клас. Издателство „Просвета“, С., 2001 (Национална революция и литература; Христо Ботев; Духовният градеж на нацията; Иван Вазов; Захари Стоянов; Алеко Константинов; Петко Тодоров; Елин Пелин; Димитър Бояджиев).
- 2002 – Литература за 12. клас. Издателство „Просвета“, С., 2002 (Антон Страшимиров; Светослав Минков; Елисавета Багряна; Йордан Йовков; Георги Караславов; Димитър Димов; Димитър Талев; Съвременна българска проза; Павел Вежинов; Ивайло Петров; Йордан Радичков [прозаик]; Съвременна българска драма; Иван Радоев; Йордан Радичков [драматург]; Стефан Цанев).
- 2002 – Матура за отличен. Български език и литература. Второ равнище. Първа част. Помагало за зрелостници и кандидат-студенти. Христо Ботев, Иван Вазов, Алеко Константинов, Пенчо Славейков, Пейо Яворов, Елин Пелин, Димчо Дебелянов. С., Издателство „Просвета“, 2002, 254 с.
- 2003 – Матура за отличен. Български език и литература. Второ равнище. Втора част. Помагало за зрелостници и кандидат-студенти. Христо Смирненски, Гео Милев, Атанас Далчев, Елисавета Багряна, Йордан Йовков, Никола Вапцаров, Димитър Димов, Димитър Талев. Издателство „Просвета“, С., 2003, 215 с.
- 2003 – Матура за отличен. Български език и литература. Първо равнище. Първи свитък. Помагало за зрелостници и кандидат-студенти (колектив). Издателство „Просвета“, С., 2003.
- 2004 – Новият изпит… Помагало с тестове за кандидатстудентския изпит по литература в ПУ „Паисий Хилендарски“ (съавторство). Пловдив, 2004.
- 2005 – Новият изпит… Помагало с тестове за кандидатстудентския изпи по литература в ПУ „Паисий Хилендарски“ (съавторство). Пловдив, 2005.
- 2006 – Учебник по литература за V клас (съавторство с Албена Хранова, Н. Перянова). Издателство „Просвета“, С., 2006.
- 2007 – Помагало „Кандидатстудентски приемен изпит по литература. Обновено издание“ (съавторство). Пловдив, 2007.
- 2007 – Учебник по литература за VІ клас (съавторство с А. Хранова, Н. Перянова). Издателство „Просвета“, С., 2007.
- 2008 – Учебник по литература за VІІ клас (съавторство с А. Хранова, Н. Перянова). Издателство „Просвета“, С., 2008.
- 2009 – Учебник по литература на VІІІ клас (съавторство с А. Хранова). Издателство „Просвета“, С., 2009.